# 普林斯·约翰逊
普林斯·约翰逊（英語：Prince Yormie Johnson，1934年7月6日—2024年11月28日）利比里亚军阀、政治家，2006年至2024年代表宁巴县任参议员。他在第一次利比里亞內戰期间为叛军领导人。他的部队最终击败了塞缪尔·多伊并将其逮捕处决。